# Юдино (Гусевский район)
Юдино (до 1946 — Блекен (нем. Blecken)) — посёлок в Гусевском городском округе Калининградской области. Входит в состав Кубановского сельского поселения.

## Население
| 1910 | 1933 | 1939 | 2002 | 2010 |
| ---- | ---- | ---- | ---- | ---- |
| 196  | ↗236 | ↗279 | ↘57  | ↗63  |

## История
До 1946 года поселок назывался Блекен.